# 角突峭腹蛛
角突峭腹蛛（学名：Tmarus piger）为蟹蛛科峭腹蛛属的动物。分布于朝鲜、日本、俄罗斯至德国、法国以及中国大陆的吉林、河北、甘肃、山西、河南、陕西等地。该物种的模式产地在法国。